# Luton (East Devon)
Luton – przysiółek w Anglii, w hrabstwie ceremonialnym Devon, w dystrykcie East Devon. Leży 20 km na północny wschód od miasta Exeter i 235 km na zachód od Londynu. W latach 1870–1872 osada liczyła 49 mieszkańców.